# Paineira-vermelha-da-índia
A paineira-vermelha-da-índia (B. ceiba L.) é uma árvores da família Malvaceae.
Sinonímia botânica:  (homotípico) B. malabaricum DC. Gossampinus malabaricus (DC.) Merr., Salmalia malabarica(DC.) Schott & Endl.

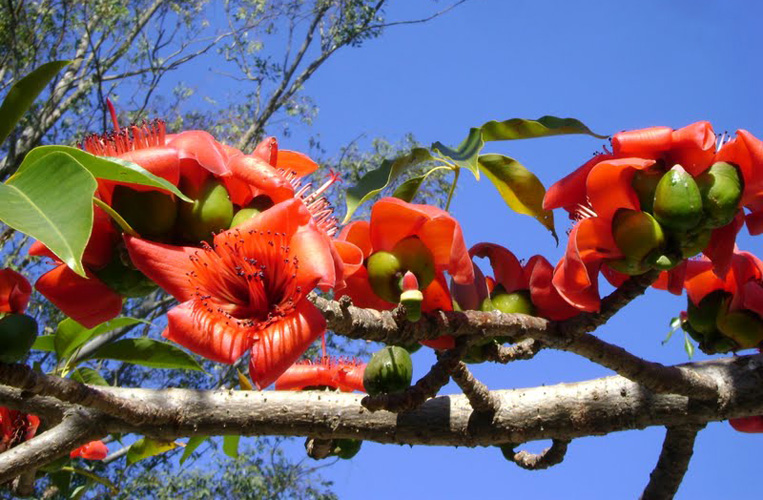
Paineira-vermelha-da-Índia